# 赤岡功
赤岡 功（あかおか いさお、1942年6月24日 - ）は、日本の経営学者。京都大学名誉教授。経済学博士（京都大学）。兵庫県伊丹市出身。

## 略歴
- 1961年（昭和36年）3月 - 兵庫県立伊丹高等学校卒業
- 1965年（昭和40年）3月 - 神戸商科大学商経学部経済学科卒業
- 1967年（昭和42年）3月 - 京都大学大学院経済学研究科修士課程修了
- 1967年（昭和42年）10月 - 京都大学大学院経済学研究科博士課程中退
- 1967年（昭和42年）11月 - 京都大学経済学部助手
- 1970年（昭和45年）1月 - 京都大学経済学部講師
- 1973年（昭和48年）1月 - 京都大学経済学部助教授
- 1986年（昭和61年）1月23日 - 経済学博士（京都大学）論文の題は「作業組織再編成の新理論 : 社会・技術システム論の発展と作業組織の再編成」[1]。
- 1986年（昭和61年）7月 - 京都大学経済学部教授
- 1997年（平成9年）4月 - 京都大学大学院経済学研究科教授
- 1999年（平成11年）4月 - 京都大学大学院経済学研究科長・経済学部長
- 1999年（平成11年）8月 - 京都大学副学長
- 2005年（平成17年）3月31日 - 京都大学退職
- 2005年（平成17年）4月1日 - 京都大学名誉教授
- 2005年（平成17年）4月 - 県立広島大学学長
- 2005年（平成17年）4月 - 県立広島大学理事長兼学長（2013年3月まで）
- 2007年（平成19年）6月 - マツダ株式会社監査役（2017年6月まで）
- 2014年（平成26年）4月 - 星城大学学長
- 2018年（平成30年）11月 - 瑞宝重光章を受章[2]。

## 学会・社会的活動
- 組織学会理事（1993年 - ）
- 日本経営工学会評議員（1993年 - ）
- 日本労務学会常任理事（1993年 - ）
- 国際ビジネス研究学会理事（1993年 - ）
- 日本経営学会理事
- アジア経営学会評議員
- 財団法人マツダ財団評議員
- 企業家研究フォーラム理事
- 特定非営利活動法人日本教育カウンセラー協会顧問